# Nyangatom (woreda)
Pour les articles homonymes, voir Nyangatom.
Nyangatom ou Gnangatom est un woreda du sud de l'Éthiopie situé dans la zone Debub Omo. Ce district porte le nom du peuple Nyangatom. Partie nord de l'ancien woreda Kuraz, il 
compte 17 640 habitants en 2007 et fait partie de la région des nations, nationalités et peuples du Sud jusqu'au transfert de la zone dans la région Éthiopie du Sud en août 2023.
Le district jouxte le territoire international contesté appelé Triangle d'Ilemi et occupe l'extrémité sud du parc national de l'Omo au contact de la région Éthiopie du Sud-Ouest. Il est bordé par l'Omo au nord et à l'est.
| Maji               | Selamago  | Bena Tsemay |
| (Triangle d'Ilemi) | Nyangatom | Hamer       |
|                    | Dassenech |             |

Le recensement national de 2007 fait état de 17 640 habitants dans le district. Toute la population est rurale. La majorité des habitants (59 %) sont de religions traditionnelles africaines, 33 % sont protestants et 1 % sont orthodoxes.
En 2022, la population du district est estimée à 22 946 personnes avec une densité de population de 9 personnes par km2 et 2 649 km2 de superficie.